# Oritoniscus vandeli
Oritoniscus vandeli là một loài chân đều trong họ Trichoniscidae. Loài này được Legrand miêu tả khoa học năm 1942.